# The Quiet Game
The Quiet Game é um romance do escritor norte-americano Greg Iles, dos géneros suspense e policial. Foi publicado em 1999 nos Estados Unidos. Segundo o The New York Times, é um suspense fascinante.

## Resumo
Penn Cage, recém viúvo, está a visitar com a sua filha Annie de quatro anos o Walt Disney World quando decide que para ultrapassar o trauma da morte da sua esposa e mãe de Annie o melhor é ir passar algum tempo com os seus pais à sua pequena cidade natal, Natchez (Mississippi).:1:9 Cage, apresentado como escritor de romances policiais muito vendidos (um alter-ego do próprio autor), fora anteriormente ajudante do procurador em Houston, Texas, onde ele estivera envolvido no julgamento e condenação à morte de um assassino racista branco Arthur Lee Hanratty, tendo-se neste processo oposto a outro procurador de Los Angeles, John Portman, o actual diretor fictício do FBI.:10:19
Mas logo após a sua chegada a Natchez, entrevistado pelo jornal local como uma celebridade, Cage recorda quase fortuitamente o assassinato do negro Delano Payton, veterano da Guerra da Coreia e que há muito se acreditava ter sido assassinado pelo Ku Klux Klan, em 1968, há portanto cerca de trinta anos quando o livro foi escrito, caso que não ficou resolvido e cuja recordação por Cage vai desencadear um grande burburinho na cidade. Penn descobre ainda que o seu pai está a ser chantageado por um ex-polícia pela morte de um seu ex-cunhado.:33 Enquanto procura livrar o pai da chantagem, Cage começa a investigar aquele caso policial não concluído que o leva a reencontrar-se com a ex-namorada, Olivia "Livy" Marston, cujo misterioso desaparecimento antes da entrada deles na universidade assombrou Cage desde então. Com a ajuda de Caitlin Masters, a directora do jornal local e herdeira de um grupo jornalístico familiar, Cage vai tentar demonstrar a ligação do pai de Livy, àquele assassinato, e ao mesmo tempo que vai redescobrindo os segredos e a intriga da cidade em que cresceu, revela um segredo há muito mantido que atinge os níveis mais elevados do país.:Contracapa

## Temas

### Racismo
Um dos temas que perpassa pela história do livro é o do Racismo, como expressamente se verifica no seguinte diálogo entre dois personagens importantes da história.:51:53
"Catilin- "...O racismo é o problema actual mais importante dos EUA."
Cage - "Caitlin, tu és uma moça muito rica e muito branca a pregar sobre problemas dos negros. Não és a primeira. Por vezes tens de deixar as pessoas salvarem-se a si próprias."...
Catilin- "Eu quero entender isto, Penn....Eu preciso. Já li uma centena de livros de escritores do Sul, de jornalistas do Sul, tudo. E continuo a não entender.
Cage - "É porque não é um problema do Sul" .....
Cage - "Já passaram trinta anos desde que os últimos vestígios de segregacionismo foram eliminados pela lei. Mas há um sentimento crescente de que os negros fizeram pouco para tirar partido disso. Foram-lhes concedidas algumas oportunidades e desperdiçaram-nas sempre. Que eles não querem um campo de jogos nivelado mas ser a vez de ficarem na parte de cima. Os norte-americanos brancos olham para os vietnamitas, irlandeses, judeus, e dizem, "Qual é o problemas dos negros?"  O ressentimento que ouves nesta cidade é baseado nisto, não nas velhas ideias de superioridade."
Catilin- "Tu pensas assim?"...
Cage - ...Os índios nativos norte-americanos são a única minoria que têm tantos problemas como os negros. Porquê? Ambos os grupos raciais viram as suas culturas destruídas pelo homem branco. Todos os outros grupos, irlandeses, italianos, vietnamitas, etc.. podem ter vindo sem nada, mas trouxeram uma coisa com eles. A sua identidade nacional. O sentimento da sua identidade. Juntavam-se nas cidades e nos campos, uns com os outros.   Mantinham as suas identidades culturais - religiões, costumes, nomes - até que se sentiam seguros para se assimilarem. Os negros não tiveram a oportunidade de fazer isso. Foram subtraidos dos seus países, trouxeram-nos algemados, vendidos como coisas. As suas famílias foram separadas, arrancaram-lhes a sua religião, alteraram os nomes deles. Não lhes deixaram nada. Nenhuma identidade. E nunca a recuperaram."

### J. Edgar Hoover
Outro dos temas que perpassa e influi no desenrolar da história é o papel e os procedimentos de J. Edgar Hoover enquanto antigo director do FBI, alto cargo do governo dos EUA que ocupou ao longo de trinta e sete anos. Greg Iles põe numa personagem que havia sido um antigo agente do FBI as seguintes expressões acerca de Hoover::476:477
"Dwight Stone-...Hoover não dava a mínima importância ao que se passava numa qualquer fábrica de trabalhadores negros do Mississipi. Porquê? Porque o director do FBI sempre actuara para agradar ao Presidente. Hoover era director desde 1924 e tinha em mente continuar como director até morrer. Duas das pessoas que ele menos gostava eram Robert Kennedy e Martin Luther King. A morte de Luther King tinha-o emocionado, literalmente, mas a campanha [presidencial] de Robert Kennedy estava a causar-lhe úlceras.....Ele queria colocar Richard Nixon no cargo. E estava disposto a fazer tudo o que fosse necessário para realizar isso.....A eleição presidencial de 1968 foi a segunda mais renhida da história, logo a seguir à de Nixon e JFK em 1960. Em 1968, Nixon ganhou por menos de um por cento dos votos... Quando Del Payton foi assassinado tudo era possível. O Mississipi era um estado democrata, mas estranhamente votava republicano nas eleições presidenciais. ...Em 1968 estavam inclinados para George Wallace....[Quando Hoover soube do assassinado, ligou ao pai do mandante do assassínio] ...e foi como em O Padrinho. Nada formal, mas tudo bem compreendido. Um dia destes eu posso pedir-te para fazeres um serviço difícil, mas até chegar esse dia, considera este favor como um presente."
O favor de Hoover, no enredo de The Quite Game, foi ter selado todo o processo de investigação do assassínio de Del Payton aplicando a classificação de em segredo por razões de segurança nacional, deixando durante muito tempo incólumes os autores materiais e morais deste assassínio.:165,206